# Генрих II (герцог Брауншвейг-Грубенхагена)
Генрих II Греческий (нем. Heinrich II. von Griechenland; 1289 — 1351, Грубенхагенский замок) — герцог Брауншвейг-Грубенхагена с 1322 года до своей смерти. Старший сын Генриха I Брауншвейг-Грубенхагенского.

## Жизнь
После смерти отца в 1322 году его сыновья согласились совместно управлять княжеством Грубенхаген; они разделили территорию, но Генрих не получил части, и вместо этого принял на себя управление совместной собственностью братьев.
В 1327 году Генрих сопровождал императора Священной Римской империи Людовика IV, когда тот отправился в Рим для коронации. Генрих пропутешествовал в Грецию и Константинополь, навестив своего шурина, императора Андроника III Палеолога, и далее отправился в Иерусалим. Собрав реликвии, он вернулся домой в 1331 году. Помимо путешествий, мало что известно о его жизни. Те из его сыновей, которые не избрали церковную карьеру, сделали себе имя в южноевропейских королевствах; особенно известен Оттон, который женился на королеве Неаполя Джованне I.

## Браки и дети
Первой женой Генриха II была Юдита (Ютта), дочь маркграфа Генриха I Бранденбургского. У них было четверо детей:
- Агнесса (ок. 1318 — до 2 июня 1371), вышла замуж за Барнима III Великого.
- Оттон (1320 — 13 мая 1399), был женат последовательно на Виоланте де Виларагут и Джованне I Неапольской.
- Иоганн (ок. 1321 — после 4 декабря 1346), каноник в Хальберштадте.
- Людвиг (ок. 1323 — после 26 мая 1373), canon of Каммине.

Юдита умерла до 1330 года. Во второй раз он женился на Элоизе (также Хельвиг или Хелвиса; ум. 1347/1348), дочери Филиппа Ибелина, сенешаля Иерусалима. У них было шестеро детей:
- Филипп[болг.] (ок. 1332 — 4 августа 1369/70), коннетабль Иерусалима; был женат последовательно на Хелисии де Дампьерр (от неё дочь Хелвиса[англ.]) и Алисе д’Ибелин.
- Риддаг (ок. 1334 — 1364/67).
- Бальтазар[болг.] (ок. 1336 — после 14 января 1384), деспот Румынии.
- Томас (ок. 1338 — ок. 1384), августинский монах.
- Мельхиор[нем.] (ок. 1341 — 6 июня 1381), епископ Оснабрюка и Шверина.
- Хелвиса, была замужем за Луи де Норесом.